# Мостелефонстрой
Мостелефонстрой — одна из старейших строительно-монтажных организаций города Москвы. Специализация: линии связи, телевидение, интернет.
Корнями основание Мостелефонстроя уходит в 1927 год.
15 января 1927 года, на базе Строительного комитета по районированию МГТС, создано Управление Главного инженера по районированию МГТС, с юридическим адресом Милютинский пер., д. 5. С 1928 по 1930 годы управление именовалось как Управление Начальника работ по переустройству Московской телефонной сети. В апреле 1930 года перешло под управление образованного ЦУСТРОЙСВЯЗЬ, и поменяло название на Контора телефонного строительства Мостелефонстрой с двумя цехами: депозитных (вневедомственных) и коммутаторных работ. К 1935 году в конторе работало уже 800 человек, в том числе 43 ИТР.
В соответствии с приказом НК связи СССР № 376 от 19.06.36 строительная контора Мостелефонстрой соединяется с Московским отделением треста «Связьмонтаж», становясь его московским филиалом.
В 1937 году Совет Народных Комимисаров СССР даёт Наркомсвязи разрешение № 650-11 от 10.08.37 реорганизовать Управление строительства городских телефонных сетей и станций Москвы Всесоюзного треста «Связьмонтаж» в самостоятельный трест по проектированию, строительству и монтажу московских автоматических телефонных станций и сетей — «Мостелефонстрой». Устав треста был утверждён 4 ноября 1937 года и трест был зарегистрирован Наркоматом финансов СССР 11 ноября 1937 года.
Работники Мостелефонстроя одними из первых получили звание мастер связи в 1938 году.
Решением Арбитражного суда города Москвы от 15.05.2012 года Открытое акционерное общество по строительству и монтажу средств связи «Мостелефонстрой» признано несостоятельным (банкротом).